# Edward Reigle
Edward Ed Reigle, född 19 juni 1924 i Winnipeg, Kanada, död 20 november 2003, var en kanadensisk professionell ishockeyspelare och tränare.
Han spelade 17 matcher i National Hockey League, NHL, med Boston Bruins säsongen 1950-1951. Han startade dock sin proffskarriär i Indianapolis Capitals i American Hockey League, AHL, 1944 och spelade med olika lag i bland annat AHL och International Hockey League, IHL. Han avslutade sin spelarkarriär 1957 i laget North Bay Trappers.
Efter sin aktiva karriär blev Ed Reigel tränare. Under säsongerna 1957/1958 till 1959/1960 var han rikstränare för Sveriges herrlandslag i ishockey. Han är känd i Sverige för att förbättrat och i viss mån infört tekniker som tackling, slagskott och handledsskott hos de svenska spelarna, som till exempel för Lasse Björn och Roland Stoltz.  Han var även tränare för det västtyska landslaget i ishockey i vinter-OS 1968.
Under åren 1970-1971 var han juniortränare i Ontario Hockey Association, OHA, för laget Oshawa Generals.

## Spelarkarriär
- Indianapolis Capitals, AHL, 1944-1946
- Omaha Knights, USHL, 1944-1949
- Detroit Metal Mouldings, IHL, 1945-1946
- Cleveland Barons, AHL, 1949-1950
- Hershey Bears, AHL, 1950-1951
- Boston Bruins, NHL, 1950-1951
- Cleveland Barons. AHL, 1951-1955
- North Bay Trappers, NOHA, 1955-1956

## Tränarkarriär
- Rikstränare för Sveriges herrlandslag i ishockey, 1957-1960
- Coach för Västtysklands ishockeylandslag, 1965-1968 [6]
- Tränare för Oshawa General i OHA 1970-1971[1]